# Gerard Zaragoza
Gerard Zaragoza Mulet (San Jaime de Enveija, provincia de Tarragona, España, 20 de febrero de 1982) es un entrenador de fútbol español que actualmente dirige al Bengaluru Football Club de la Superliga de India.

## Trayectoria
Gerard Zaragoza comenzaría su trayectoria en los banquillos en la Escuela de Veteranos de Cambrils y en las divisiones inferiores del RCD Espanyol dirigiendo en categoría cadete y a la sub-16, además sería seleccionador de Cataluña en categorías sub-14 y sub-16. Más tarde, formaría parte de la Academia Aspire Football Dreams ubicada en Senegal durante la temporada 2010-2011.
En la temporada 2012-2013, dirigió al Torpedo Kutaisi de Georgia al que ascendió a Primera División y la temporada siguiente entrenaría al FC Lokomotivi Tbilisi.
En marzo de 2014, tras regresar de Georgia, firma por el Club de Futbol Amposta de la Tercera División de España hasta el final de la temporada.
Durante la temporada 2014-15, el entrenador catalán se convierte en miembro del cuerpo técnico del Lekhwiya SC catarí, equipo dirigido por Michael Laudrup
En la temporada 2015-16 regresa a Georgia para dirigir al FC Lokomotivi Tbilisi.
En septiembre de 2016 firmaría como segundo entrenador de Michael Laudrup en el Al-Rayyan Sports Club, donde estaría hasta 2018.
Durante la temporada 2018-2019, actuó de segundo entrenador de Carles Cuadrat en las filas del Bengaluru Football Club con el que conquistó la liga India.
En noviembre de 2019, a pesar de quedarle todavía un año más de contrato con el club de la India, el técnico ebrense, no dudó en volver a hacer las maletas para asumir un nuevo reto, en esta ocasión en los Emiratos Árabes, para dirigir al equipo sub-21 del Shabab Al-Ahli Dubai FC de Dubái.
El 11 de marzo de 2020, tras la destitución del argentino Rodolfo Arruabarrena al frente del primer equipo del Shabab Al-Ahli Dubai FC que iba líder de la Primera División de los Emiratos Árabes Unidos, Gerard es nombrado primer entrenador hasta el final de temporada.
El 15 de marzo de 2020, hizo su debut como entrenador, el Shabab Al-Ahli Dubai FC se impuso por dos goles a cinco en el campo de Ajman Club, donde no contaron con la presencia de espectadores para eludir la propagación del coronavirus.
El 9 de julio de 2021, firma por el Panserraikos de la Segunda División de Grecia, al que dirige hasta diciembre de 2021.
El 18 de julio de 2022, firma por el Al-Ain Football Club para dirigir a su filial, al que dirige durante una temporada.
En julio de 2023, firma como segundo entrenador de Abdulaziz Al Yassi en el Khor Fakkan Club. El 21 de septiembre de 2023, se convierte en primer entrenador del Khor Fakkan Club de la UAE Pro League, al que dirige hasta el 28 de octubre de 2023.
El 14 de diciembre de 2023, firma como entrenador del Bengaluru Football Club de la Superliga de India.

## Clubes

### Como entrenador
| Club                                   | País                   | Año             |
| -------------------------------------- | ---------------------- | --------------- |
| Torpedo Kutaisi                        | Georgia                | 2012-2013       |
| FC Lokomotivi Tbilisi                  | Georgia                | 2013-2014       |
| Club de Futbol Amposta                 | España                 | 2014            |
| Lekhwiya SC (2.º entrenador)           | Catar                  | 2014-2015       |
| FC Lokomotivi Tbilisi                  | Georgia                | 2015-2016       |
| Al-Rayyan Sports Club (2.º entrenador) | Catar                  | 2016-2018       |
| Bengaluru FC (2.º entrenador)          | India                  | 2018-2019       |
| Shabab Al-Ahli Dubai FC sub-21         | Emiratos Árabes Unidos | 2019-2020       |
| Shabab Al-Ahli Dubai FC                | Emiratos Árabes Unidos | 2020            |
| Panserraikos                           | Grecia                 | 2021            |
| Al-Ain Football Club Reserva           | Emiratos Árabes Unidos | 2022-2023       |
| Khor Fakkan Club (asistente)           | Emiratos Árabes Unidos | 2023            |
| Khor Fakkan Club                       | Emiratos Árabes Unidos | 2023            |
| Bengaluru Football Club                | India                  | 2023-actualidad |

## Palmarés
- 1 Superliga de India (2018-19)